# دودلي جورج ليتل
دودلي جورج ليتل هو سياسي كندي، ولد في 9 يونيو 1914 في تيراس في كندا، وتوفي بنفس المكان في 14 أكتوبر 1972. حزبياً، نشط في British Columbia Social Credit Party ‏.